# Talbot (perro)

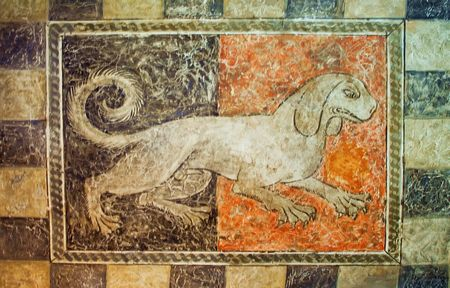
. Representación de un Talbot en Haddon Hall, Derbyshire, realizada tras el matrimonio de Sir Henry Vernon (1445-1515) con Ann Talbot, hija de John Talbot, segundo conde de Shrewsbury.

El talbot es un perro de caza extinto. El original procedente de Normandía era blanco como la nieve y fue usado y criado en Gran Bretaña. Tenía un olfato fino y era de tan gran estatura que se decía que era capaz de echar abajo un ciervo macho en pleno invierno, aunque no hay pruebas de esto.

## Historia
Guillermo el conquistador lo llevó a Gran Bretaña en el siglo XI. La raza está sin embargo extinta, debido a su carencia de propósito y a la necesidad de cuidado constante, pero es el antepasado más reciente de los modernos beagle y bloodhound. 
El término talbot se usa en heráldica para referirse a un buen perro de caza. La ciudad de mercado de Sudbury, en Suffolk, al este del Reino Unido, tiene el talbot en el escudo de la ciudad, y también se usa para una escuela local y muchos clubes de deportes locales. El perro se representa siempre con su lengua fuera.

## Hampton talbots
Es la mascota del distrito escolar del municipio de Hampton, Pensilvania occidental, en los Estados Unidos. Es el único distrito escolar allí que tiene el talbot como mascota.